# Carl-Göran Ander
Carl-Göran Vilhelm Ander. född 23 april 1917 i Borgs församling i Östergötland, död 16 november 2000 i Göteborg, var en svensk teckningslärare målare och tecknare.
Han var son till kamrer Erik Ander och Elsa Bild samt från 1943 gift med Vivi Planting (1911–1986).
Efter avslutad studentexamen 1936 sökte han sig till teckningslärarseminariet vid Högre konstindustriella skolan där han studerade 1938–1942. Han tilldelades ett stipendium från Therese och Otto Gustaf Bobergs fond som medgav studier i Paris 1948. Separat ställde han ut i Filipstad med teckningar och akvareller 1946. Han medverkade i Sveriges allmänna konstförenings vårsalong samt i Värmlands konstförenings höstsalong på Värmlands museum med motiv ifrån Norrland.